# Tetepango
Tetepango là một đô thị thuộc bang Hidalgo, México. Năm 2005, dân số của đô thị này là 9697 người.